# Jesús Balcázar
Jesús Balcázar, de nom complet Jaime Jesús Balcázar Granda (Barcelona, 27 de gener de 1934) és un director i guionista de cinema català.
Fill d'una família de pelleters palentins, entrà a la productora familiar Balcázar Producciones Cinematográficas, dirigida pels seus germans Alfonso i Francisco Marcos. El seu càrrec fou el d'adjunt a la direcció general, i durant vuit anys fou també el responsable dels estudis de doblatge. El 1964 s'estrenà com a director i guionista amb el film policíac El filo del miedo, l'únic que fou rodat fora del negoci familiar. Els estudis que els Balcázar tenien a Esplugues de Llobregat li serviren com a decorat per als seus westerns, com Oklahoma John, codirigit amb Roberto Bianchi Montero (1965). També conreà la comèdia, el thriller i l'erotisme, temàtica que està present en els seus tres darrers llargmetratges. Dirigí una dotzena de films i fou guionista d'una vintena, sempre al servei de la comercialitat. El 1982 abandonà tota activitat cinematogràfica.

## Filmografia[1][2]
- El filo del miedo (1964)
- Oklahoma John (1965)
- Tierra de fuego (1965)
- Cuatro dólares de venganza (1966)
- El hombre del puño de oro (1967)
- Crónica de un atraco (1968)
- Españolear (1969)
- Eva. El misterio de la vida (1970)
- Inés de Villalonga, 1870 (1979)
- Playa azul (1981)
- Catherine Chérie (1982)